# Sal marinho

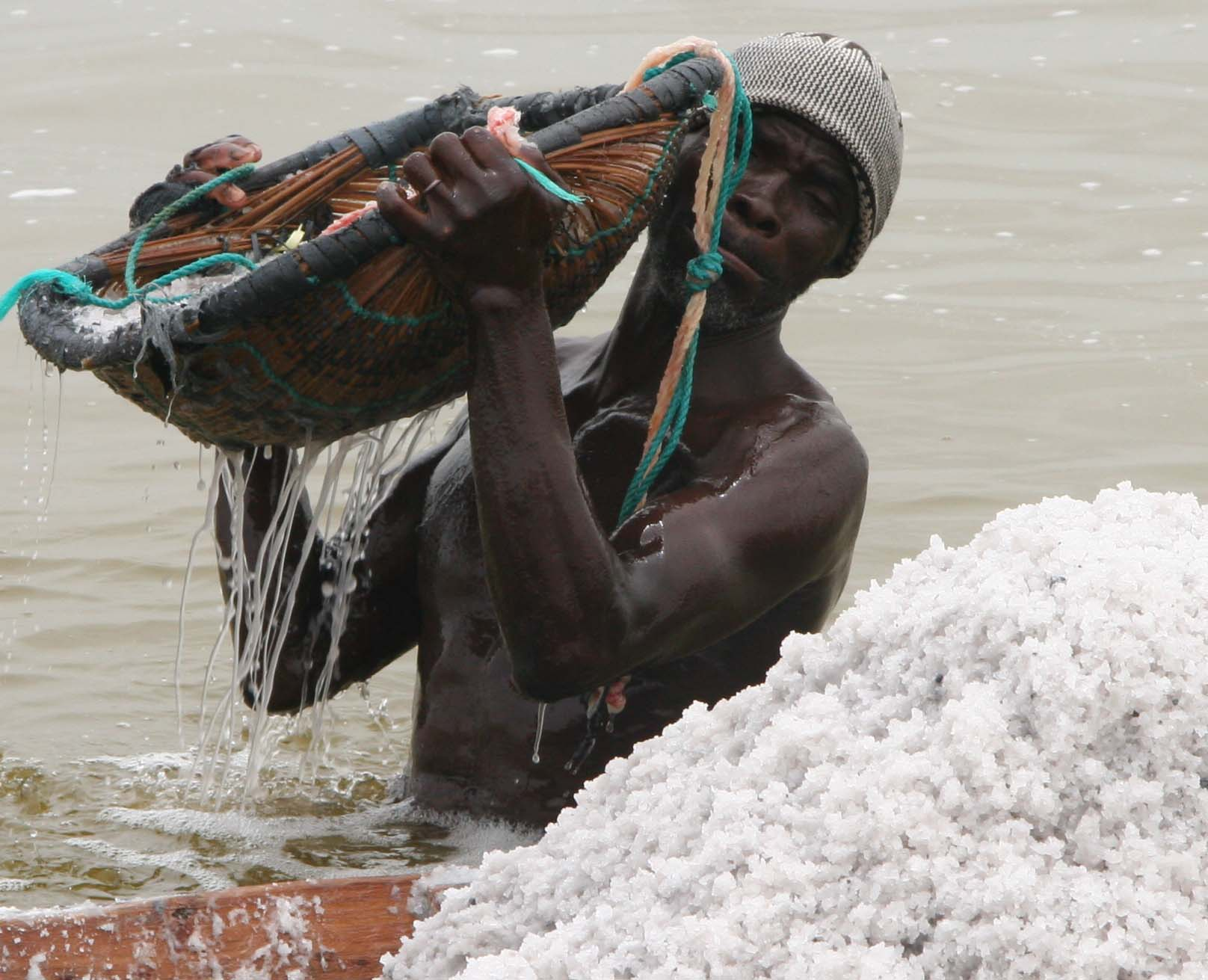
Coletor de sal, no lago Retba, Senegal.

O sal extraído do mar   é um sal principalmente constituído de cloreto de sódio, obtido por evaporação da água do mar, usado como ingrediente na cozinha e em produtos cosméticos. O seu conteúdo mineral dá-lhe um sabor diferente daquele do sal de mesa obtido a partir do sal da rocha  ou sal-gema.
O sal marinho é extraído pela evaporação da água do mar enquanto o sal de rocha é retirado de minas subterrâneas, resultantes de lagos e mares antigos que secaram. Alguns acreditam que o sal marinho seja uma alternativa mais saudável ao sal refinado, que  geralmente contém aditivos como os iodetos (usados como suplemento alimentar) e agentes antiaglomerantes. De todo modo, a ingestão diária de sódio de uma pessoa não deve ultrapassar mais do que 1.800 mg a 2.300 mg.
Várias zonas do mundo, incluindo a França, Portugal, a Irlanda, e a área de Cape Cod (EUA), produzem sal marinho. O sal marinho produzido no Havaí pode ter uma cor específica, vermelha acastanhada, que lhe vem do solo vulcânico, rico em ferro, que está presente como impureza.  Na maior parte do mundo, o sal marinho é mais caro que o sal de mesa. Entretanto, no Brasil, em função da escala de produção, é o tipo mais comum e barato. As maiores salinas do país estão situadas em Areia Branca, no Rio Grande do Norte.

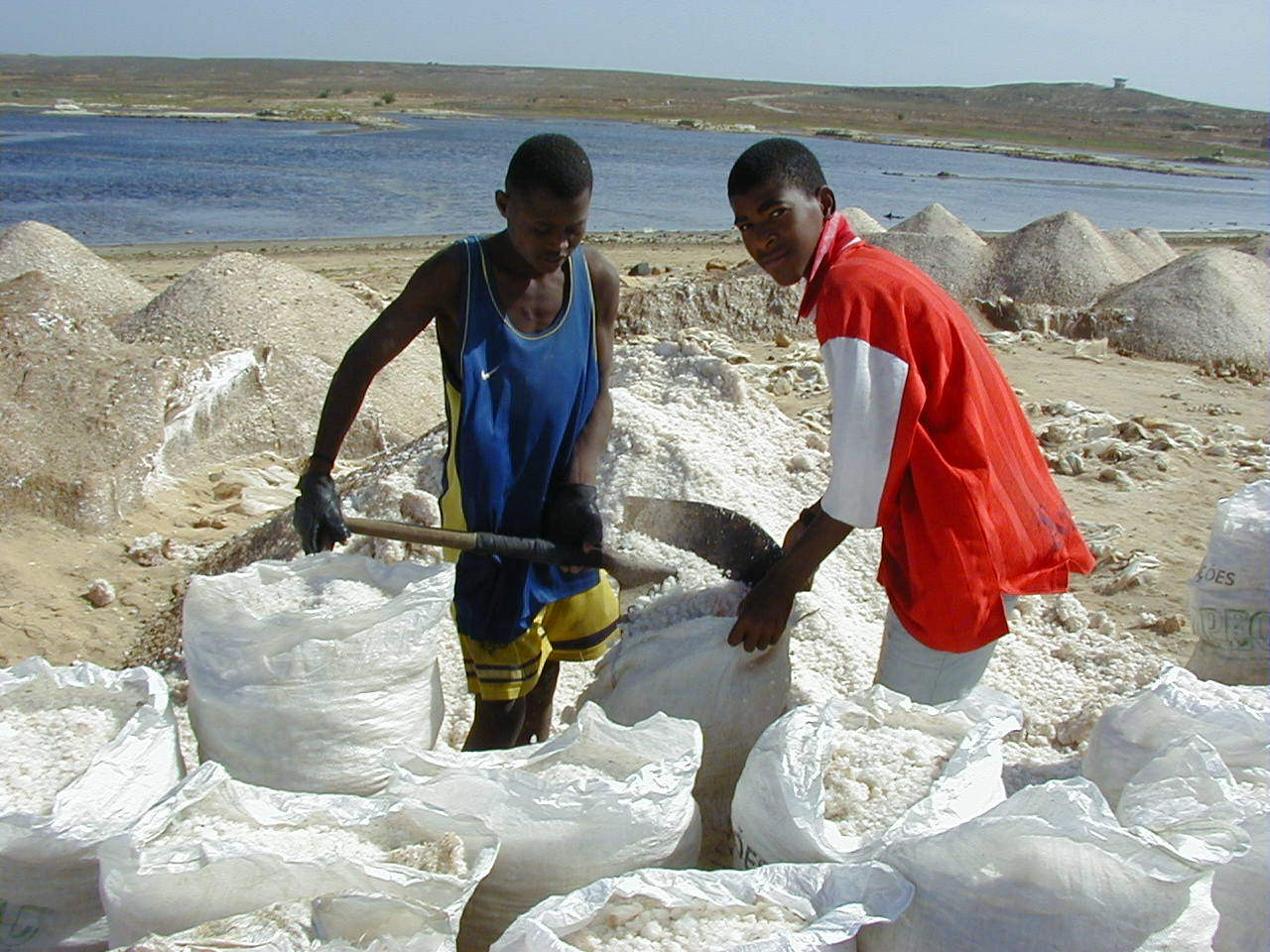
Meninos trabalhadores do sal, em Cabo Verde.

Em vários países, incluindo a China e a Índia, o sal marinho era a única fonte de sal. A regulação do comércio de sal marinho era altamente lucrativa para os governos.
Em cerca de 110 a.C., o imperador chinês Han Wu Di estabeleceu o monopólio do comércio de sal no país, transformando a "pirataria de sal" num crime sujeito à pena de morte.
Na Índia, em 1930, o governo colonial britânico instituiu um imposto sobre o sal, o que levou à famosa Marcha do Sal, entre 12 de Março e 5 de Abril, quando Gandhi liderou uma caminhada de milhares de pessoas até o mar, a fim de recolher o seu próprio sal e não pagar o imposto.